# Cultura

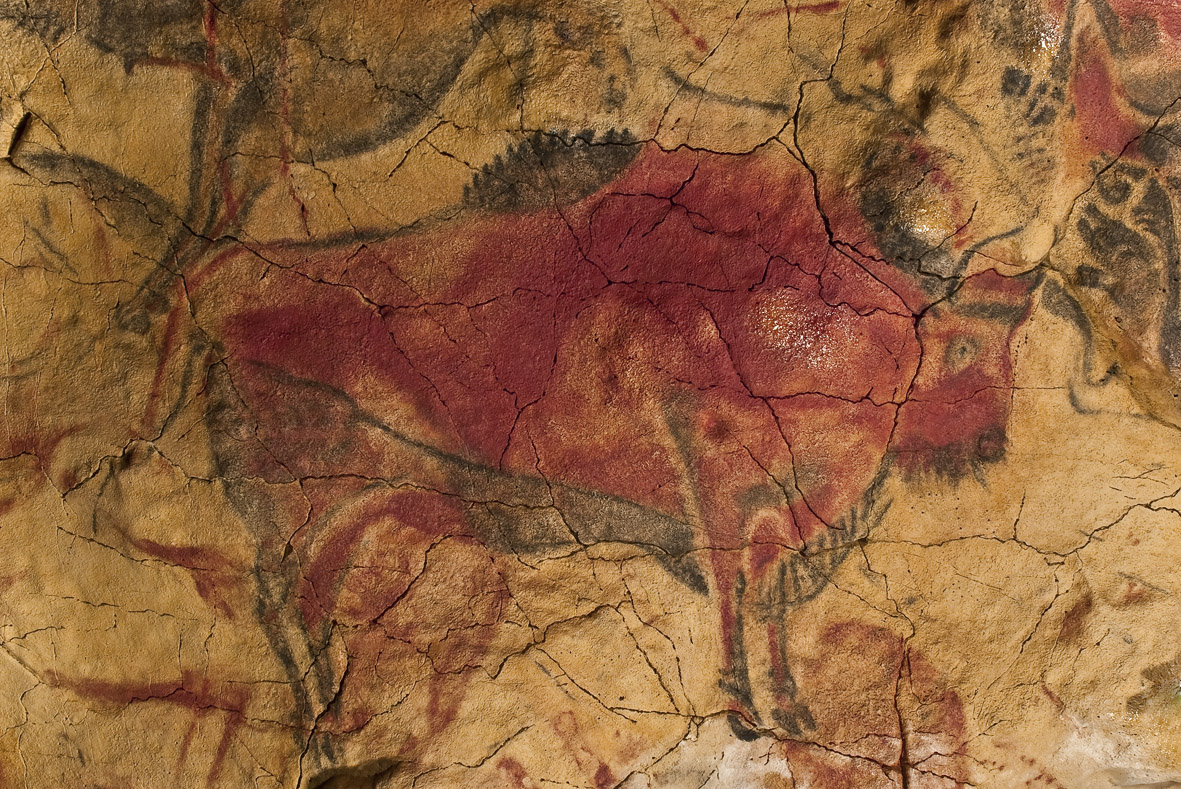
Pintura rupestre en la cueva de Altamira, España.

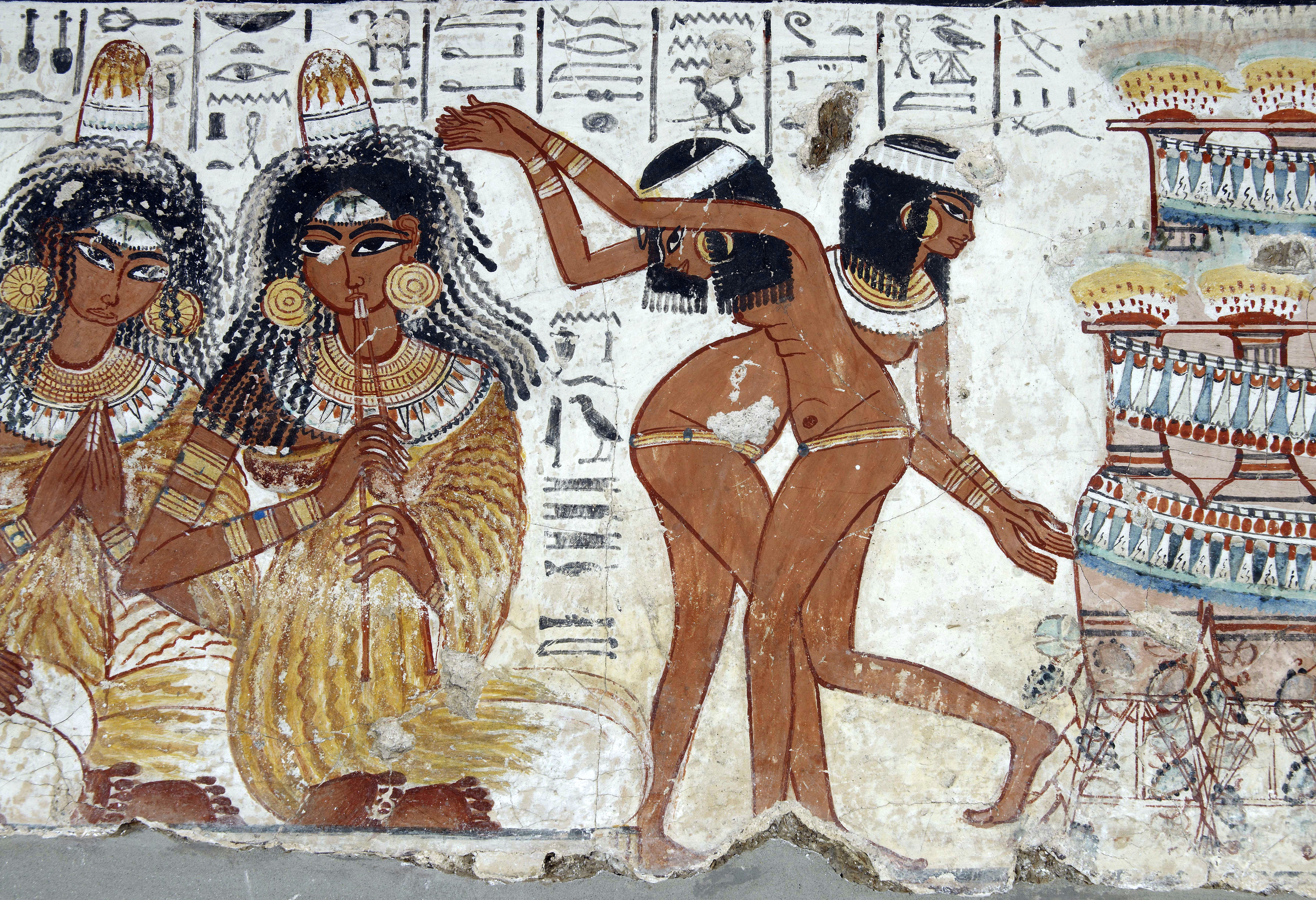
Arte del antiguo Egipto, 1400 a. C.

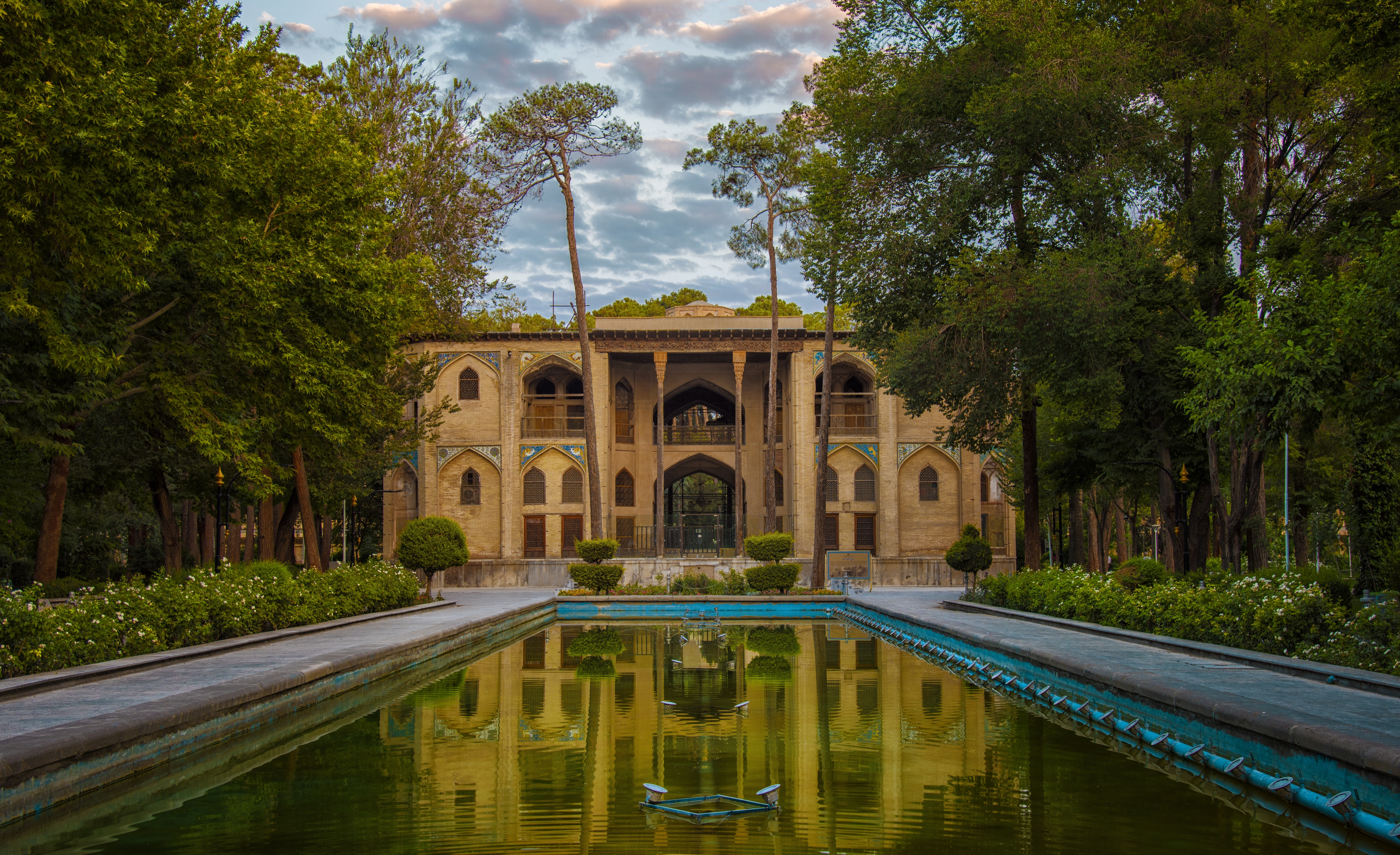
El Palacio Hasht-Behesht persa.

La cultura es un concepto que abarca el comportamiento social, las instituciones y las normas que se encuentran en las sociedades humanas, así como el conocimiento, las creencias, el arte, las leyes, las costumbres, las actitudes y los hábitos de los individuos de estos grupos. La cultura a menudo se origina en una región o ubicación específica, o se atribuye a ella.
Los humanos adquieren cultura a través de los procesos de aprendizaje de enculturación y socialización, que se muestran en la diversidad de culturas en las sociedades. Una norma cultural codifica la conducta aceptable en la sociedad; sirve como guía para el comportamiento, la vestimenta, el lenguaje y el comportamiento en una situación, que sirve como plantilla para las expectativas en un grupo social.
El cambio cultural es la reconstrucción de un concepto cultural de una sociedad. Las culturas se ven afectadas internamente tanto por fuerzas que fomentan el cambio como por fuerzas que se resisten al cambio, y externamente a través del contacto entre sociedades.
Organizaciones como la Unesco intentan preservar la cultura y el patrimonio cultural.

## Naturaleza y cultura
Una primera distinción en el conocimiento científico es la que se establece entre naturaleza y cultura. Esa distinción significa que el mundo de la naturaleza es el que no ha sido creado por el hombre, al menos en sus orígenes; mientras que la cultura es el mundo creado por los seres humanos, tal como se explica extensamente en el libro The Man-Made World ().
Cuando el término cultura surgió en Europa, entre los siglos XVIII y  XIX, se refería a un proceso de tecnología o mejora, como en la agricultura u horticultura. En el siglo XIX, pasó primero a referirse al mejoramiento o refinamiento de lo individual, especialmente a través de la educación, y luego al logro de las aspiraciones o ideales nacionales. A mediados del siglo XIX, algunos científicos utilizaron el término «cultura» para referirse a la capacidad humana universal. Para el antipositivista y sociólogo alemán Georg Simmel, la cultura se refería a «la cultivación de los individuos a través de la injerencia de formas externas que se han materializado en el transcurso de la historia».
En el siglo XX, la «cultura» surgió como un concepto central de la antropología, abarcando todos los fenómenos humanos que no son el total resultado de la genética. Específicamente, el término «cultura» en la antropología americana tiene dos significados: (1) la evolucionada capacidad humana de clasificar y representar las experiencias con símbolos y actuar de forma imaginativa y creativa; y (2) las distintas maneras en que la gente vive en diferentes partes del mundo, clasificando y representando sus experiencias y actuando creativamente. Después de la Segunda Guerra Mundial, el término se volvió importante, aunque con diferentes significados, en otras disciplinas como estudios culturales, psicología organizacional, sociología de la cultura y estudios gerenciales.
Algunos etólogos han hablado de «cultura» para referirse a costumbres, actividades o comportamientos transmitidos de una generación a otra en grupos de animales por imitación consciente de dichos comportamientos.[cita requerida] Las creencias y prácticas de una cultura determinada pueden ser ejercidas como mecanismos de control que limitan la conducta social. La cultura se asocia con la libertad, ya que es el vehículo entre el conocimiento y nuevas formas de conciencia que permiten una desestabilización en la hegemonía. Además puede reconocerse como conjuntos o modos de vida y costumbres de una época o grupo social. El término cultura puede alcanzar extensión y usos diversos, como diversidad cultural, objeto del conocimiento empírico, y la diferencia cultural.
Otros conceptos de cultura
- La palabra cultura se asocia con la acción de cultivar o practicar algo, también según la RAE puede ser el resultado o efecto de prevalecer conocimientos humanos y conjuntos de modos de vida.
- La cultura ha sido vista dentro de los proyectos de modernidad.
- Una dimensión y expresión de la vida humana, se realiza mediante la utilización de símbolos y artefactos, en los que hay un campo de producción, circulación y consumo de signos y como una praxis que se articula en una teoría.
- En el diccionario se nombran diferentes tipos de culturas y entre ellas las dos más emblemáticas son la cultura popular y la cultura de masas.[5]

## Formación del concepto de cultura

### Etimología
La etimología del concepto moderno “cultura” tiene un origen antiguo. En varias lenguas europeas, la palabra “cultura” está basada en el término latino utilizado por Cicerón, en su Tusculanae Disputationes, quien escribió acerca de un cultivo del alma o “cultura animi”, utilizando así una metáfora agrícola para describir el desarrollo de un alma filosófica, que fue comprendida teleológicamente como uno de los ideales más altos posibles para el desarrollo humano. Samuel Pufendorf llevó esta metáfora a un concepto moderno, con un significado similar, pero ya sin asumir que la filosofía es la perfección natural del hombre. Para este autor, los significados de cultura, que muchos escritores posteriores retoman, “se refieren a todas las formas en la que los humanos comienzan a superar su barbarismo original y, a través de artificios, se vuelven completamente humanos”.

Como lo describe Velkley: 
El término “cultura”, que originalmente significaba la cultivación del alma o la mente, adquiere la mayoría de sus posteriores significados en los escritos de los pensadores alemanes del siglo XVIII, quienes en varios niveles desarrollaron la crítica de Rousseau al liberalismo moderno y la Ilustración. Además, un contraste entre “cultura” y “civilización” está usualmente implícito por estos autores, aun cuando no lo expresen así. Dos significados primarios de cultura surgen de este período: cultura como un espíritu folclórico con una identidad única, y cultura como la cultivación de la espiritualidad o la individualidad libre. El primer significado es predominante dentro de nuestro uso actual del término “cultura”, pero el segundo juega todavía un importante rol en lo que creemos debería lograr la cultura, como la “expresión” plena del ser único y “auténtico”.

### Concepción clásica de la cultura

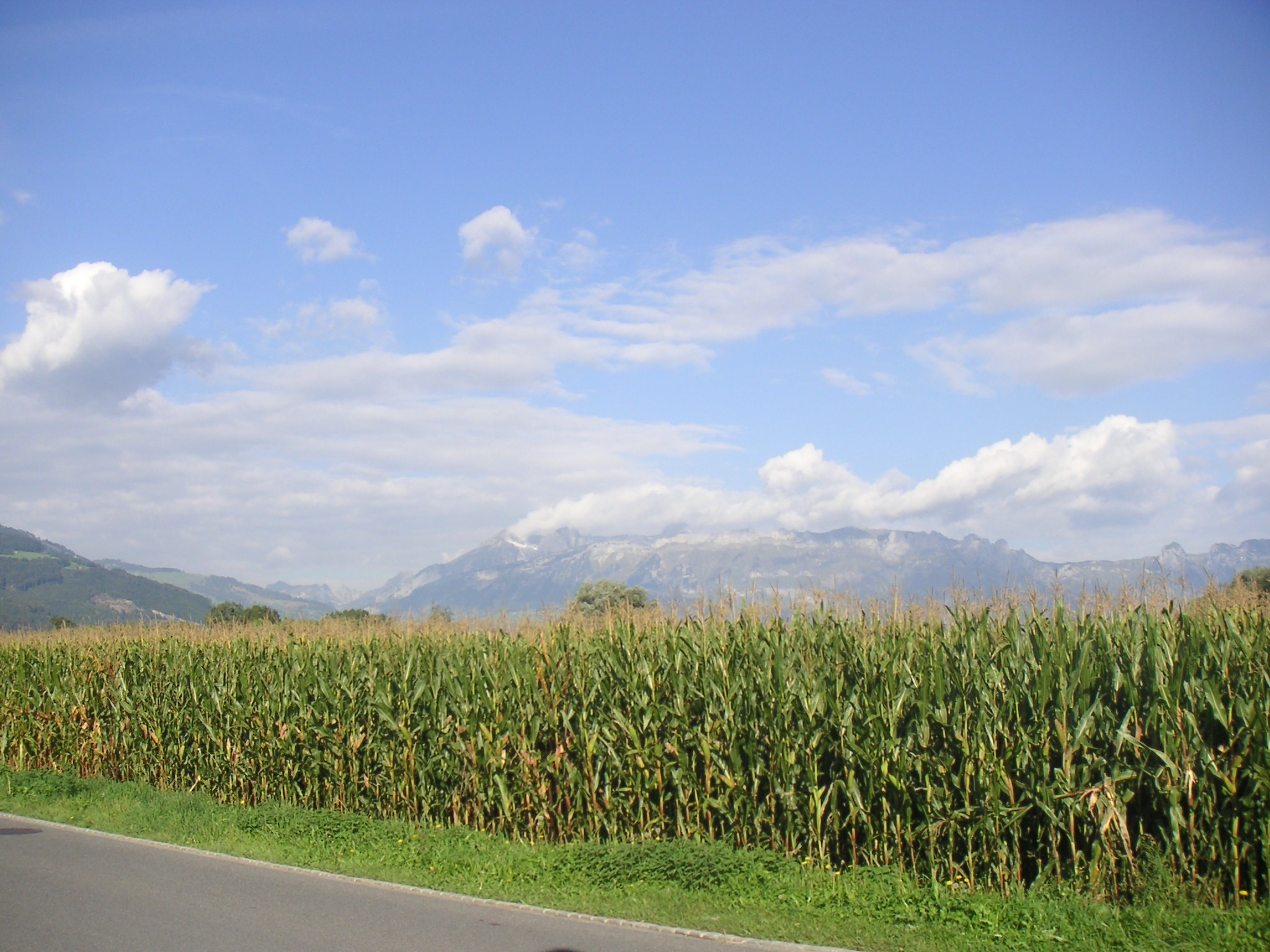
En sus primeras acepciones, cultura designaba el cultivo de los campos.

El término cultura proviene del latín cultus que a su vez deriva de la voz colere que significa cuidado del campo o del ganado. Hacia el siglo XIII, el término se empleaba para designar una parcela cultivada, y tres siglos más tarde había cambiado su sentido de estado de una cosa a la propia acción que lleva a dicho estado: el cultivo de la tierra o el cuidado del ganado (Cuche, 1999: 10), aproximadamente en el sentido en que se emplea en el español de nuestros días en vocablos como agricultura, apicultura, piscicultura y otros. Por la mitad del siglo XVI, el término adquiere una connotación metafórica, como el cultivo de cualquier facultad. De cualquier manera, la acepción figurativa de cultura no se extenderá hasta el siglo XVII, cuando también aparece en ciertos textos académicos.
El Siglo de las Luces (siglo XVIII) es la época en que el sentido figurado del término como “cultivo del espíritu” se impone en amplios campos académicos. Por ejemplo, el Dictionnaire de l'Académie Française de 1718. Y aunque la Enciclopedia lo incluye solo en su sentido restringido de cultivo de tierras, no desconoce el sentido figurado, que aparece en los artículos dedicados a la literatura, la pintura, la filosofía y las ciencias. Con el paso del tiempo, como cultura se entenderá la formación de la mente. Es decir, se convierte nuevamente en una palabra que designa un estado, aunque en esta ocasión es el estado de la mente humana, y no el estado de las parcelas.

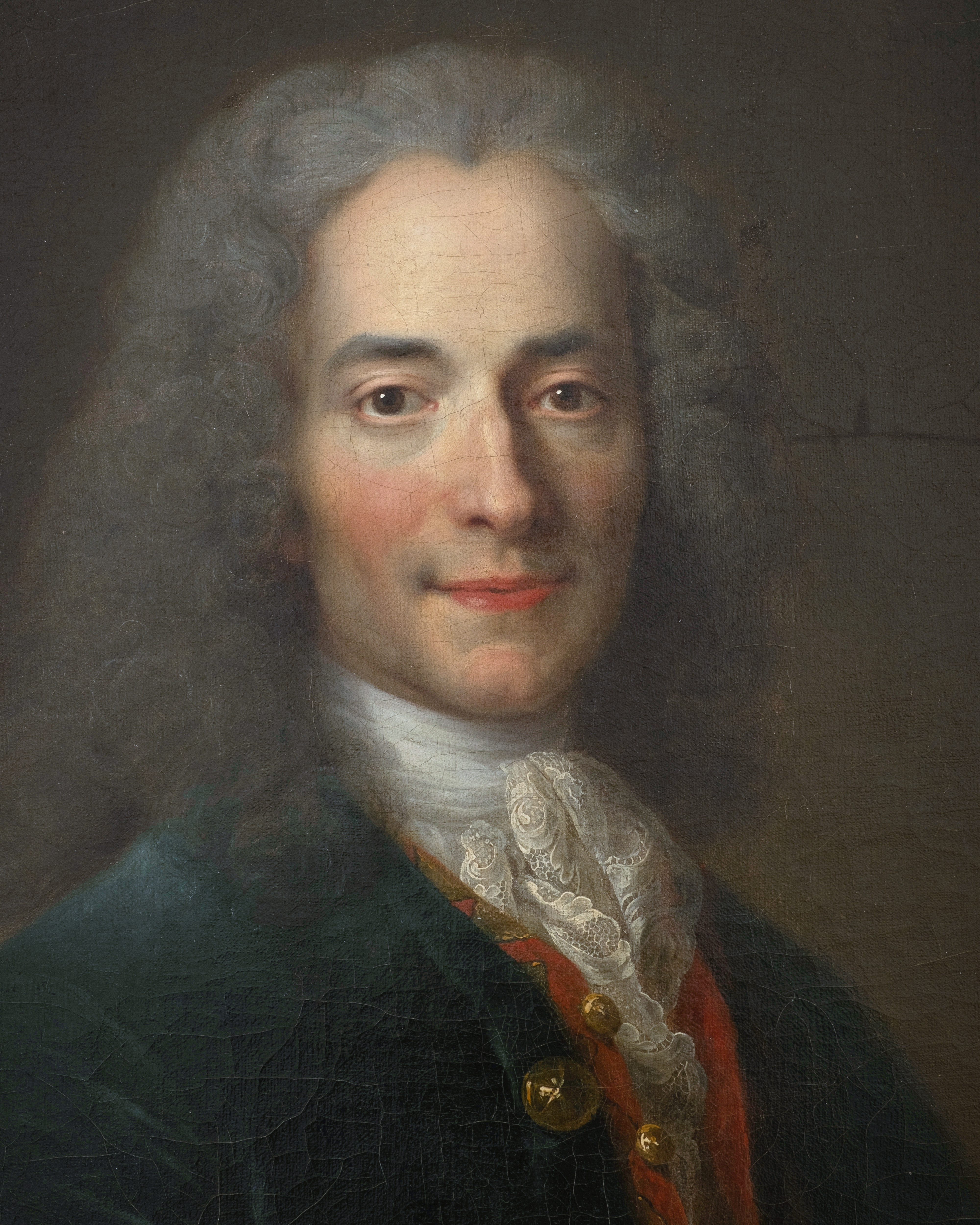
Voltaire, uno de los pocos pensadores franceses del que se mostraban partidarios de una concepción relativista de la historia humana.

La clásica oposición entre cultura y naturaleza también tiene sus raíces en esta época. En 1798, el Dictionnaire incluye una acepción de cultura en que se estigmatiza el “espíritu natural”. Para muchos de los pensadores de la época, como Jean Jacques Rousseau, la cultura es un fenómeno distintivo de los seres humanos, que los coloca en una posición diferente a la del resto de animales. La cultura es el conjunto de los conocimientos y saberes acumulados por la humanidad a lo largo de sus milenios de historia. En tanto una característica universal (el vocablo), se emplea en número singular, puesto que se encuentra en todas las sociedades sin distinción de etnias, ubicación geográfica o momento histórico.

### Cultura y civilización
También es en el contexto de la Ilustración cuando surge otra de las clásicas oposiciones en que se involucra a la cultura, esta vez, como sinónimo de la civilización. Esta palabra aparece por primera vez en la lengua francesa del siglo XVIII, y con ella se significaba la refinación de las costumbres. Civilización es un término relacionado con la idea de progreso. Según esto, la civilización es un estado de la Humanidad en el cual la ignorancia ha sido abatida y las costumbres y relaciones sociales se hallan en su más elevada expresión. La civilización no es un proceso terminado, es constante, e implica el perfeccionamiento progresivo de las leyes, las formas de gobierno, el conocimiento. Como la cultura, también es un proceso universal que incluye a todos los pueblos, incluso a los más atrasados en la línea de la evolución social. Desde luego, los parámetros con los que se medía si una sociedad era más civilizada o más salvaje eran los de su propia sociedad. En los albores del siglo XIX, ambos términos, cultura y civilización eran empleados casi del mismo modo, sobre todo en francés e inglés (Thompson, 2002: 186).

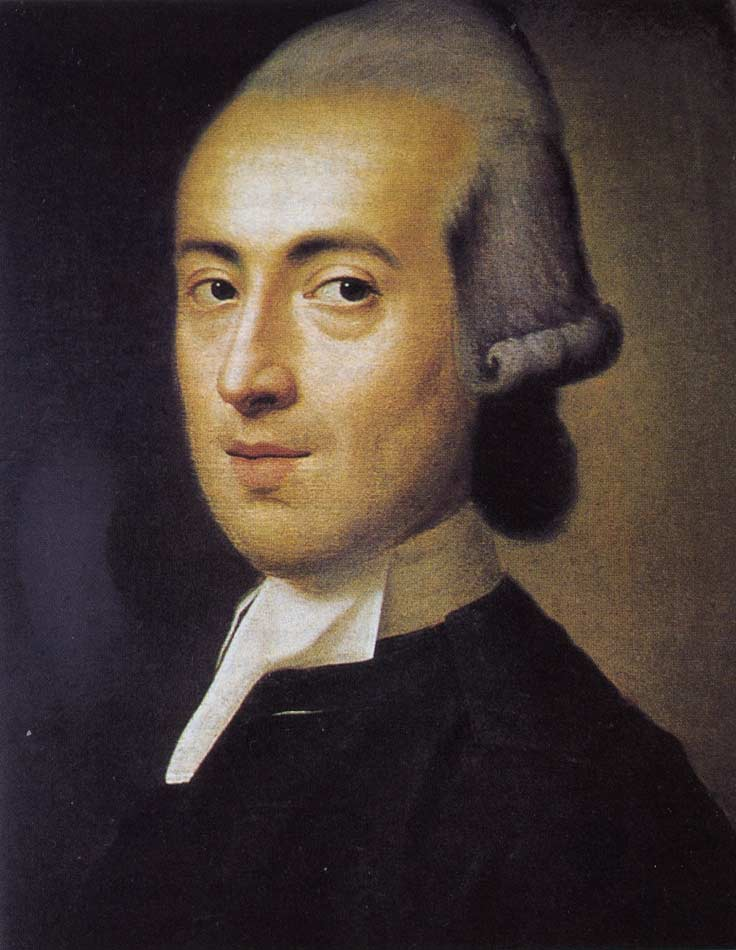
Johann Gottfried Herder. Según él, la cultura podía entenderse como la realización del genio nacional (Volksgeist).

Es necesario señalar que no todos los intelectuales franceses emplearon el término. Rousseau y Voltaire se mostraron reticentes a esta concepción progresista de la historia. Intentaron proponer una versión más relativista de la historia, aunque sin éxito, pues la corriente dominante era la de los progresistas. No fue en Francia, sino en Alemania donde las posturas relativistas ganaron mayor prestigio. El término Kultur en sentido figurado aparece en Alemania hacia el siglo XVII -aproximadamente con la misma connotación que en francés. Para el siglo XVIII goza de gran prestigio entre los pensadores burgueses alemanes. Esto se debió a que fue empleado para denostar a los aristócratas, a los que acusaban de tratar de imitar las maneras “civilizadas” de la corte francesa. Por ejemplo, Immanuel Kant apuntaba que “nos cultivamos por medio del arte y de la ciencia, nos civilizamos [al adquirir] buenos modales y refinamientos sociales” (Thompson, 2002: 187). Por lo tanto, en Alemania el término civilización fue equiparado con los valores cortesanos, calificados de superficiales y pretenciosos. En sentido contrario, la cultura se identificó con los valores profundos y originales de la burguesía (Cuche, 1999:13).
En el proceso de crítica social, el acento en la dicotomía cultura/civilización se traslada de las diferencias entre estratos sociales a las diferencias nacionales. Mientras Francia era el escenario de una de las revoluciones burguesas más importantes de la historia, Alemania estaba fragmentada en múltiples Estados. Por ello, una de las tareas que se habían propuesto los pensadores alemanes era la unificación política. La unidad nacional pasaba también por la reivindicación de las especificidades nacionales, que el universalismo de los pensadores franceses pretendía borrar en nombre de la civilización. Ya en 1774, Johann Gottfried Herder proclamaba que el genio de cada pueblo (Volksgeist) se inclinaba siempre por la diversidad cultural, la riqueza humana y en contra del universalismo. Por ello, el orgullo nacional radicaba en la cultura, a través de la que cada pueblo debía cumplir un destino específico. La cultura, como la entendía Herder, era la expresión de la humanidad diversa, y no excluía la posibilidad de comunicación entre los pueblos.
Durante el siglo XIX, en Alemania el término cultura evoluciona bajo la influencia del nacionalismo. Mientras tanto, en Francia, el concepto se amplió para incluir no solo el desarrollo intelectual del individuo, sino el de la humanidad en su conjunto. De aquí, el sentido francés de la palabra presenta una continuidad con el de civilización: no obstante la influencia alemana, persiste la idea de que más allá de las diferencias entre “cultura alemana” y “cultura francesa” (por poner un ejemplo), hay algo que las unifica a todas: la cultura humana.

## Definiciones de cultura
Para efecto de las ciencias sociales, las primeras acepciones de cultura fueron construidas a finales del siglo XIX. Por esta época, la sociología y la antropología eran disciplinas relativamente nuevas, y la pauta en el debate sobre el tema que aquí nos ocupa la llevaba la filosofía. Los primeros sociólogos, como Émile Durkheim, rechazaban el uso del término. Hay que recordar que en su perspectiva, la ciencia de la sociedad debía abordar problemas relacionados con la estructura social. Si bien es opinión generalizada que Karl Marx dejó de lado a la cultura, ello se ve refutado por las mismas obras del autor, sosteniendo que las relaciones sociales de producción (la organización que adoptan los seres humanos para el trabajo y la distribución social de sus frutos) constituyen la base de la superestructura jurídico-política e ideológica, pero en ningún caso un aspecto secundario de la sociedad. No es concebible una relación social de producción sin reglas de conducta, sin discursos de legitimación, sin prácticas de poder, sin costumbres y hábitos permanentes de comportamiento, sin objetos valorados tanto por la clase dominante como por la clase dominada. El desvelo de las obras juveniles de Marx, tanto de La ideología alemana (1845-1846) en 1932 por la célebre edición del Instituto Marx-Engels de la URSS bajo dirección de David Riazanov, como de los Manuscritos económicos y filosóficos (1844) posibilitó que varios partidarios de sus propuestas teóricas desarrollaran una teoría de la cultura marxista (véase más adelante).
Generalmente, el significado de cultura se relaciona con la antropología, una de las ramas más importantes de la disciplina social que se encarga precisamente del estudio comparativo de la cultura. Quizá por la centralidad que la palabra tiene en la teoría de la antropología, el término ha sido desarrollado de diversas maneras, que suponen el uso de una metodología analítica basada en premisas que en ocasiones distan mucho las unas de las otras. Fue Franz Boas, frente a esta empresa etnocentrista, quien opera el gran cambio epistemológico en la antropología. A partir de Boas, padre del relativismo cultural, el antropólogo se hace traductor, pudiendo entrar en la cosmovisión del estudiado y entender el mundo de sus significaciones. Ese mundo de la significación, irá conduciendo, lentamente, hacia un concepto que no es antropológico, y es el de la construcción social del sentido. Ante este aumento de la sensibilidad vinculada con las cuestiones del lenguaje, se desarrollarán disciplinas nuevas, vinculadas con el mundo de la significación humana y del lenguaje, que completarán la idea de la cultura entendida desde el mundo de la significación.
De acuerdo con la Declaración Universal sobre la Diversidad Cultural de la UNESCO "la cultura debe ser considerada como el conjunto de los rasgos distintivos espirituales y materiales, intelectuales y afectivos que caracterizan a una sociedad o a un grupo social y que abarca, además de las artes y las letras, los modos de vida, las maneras de vivir juntos, los sistemas de valores, las tradiciones y las creencias"
Los etnólogos y antropólogos británicos y estadounidenses de las postrimerías del siglo XIX retomaron el debate sobre el contenido de cultura. Estos autores tenían casi siempre una formación profesional en derecho, pero estaban particularmente interesados en el funcionamiento de las sociedades exóticas con las que Occidente se encontraba en ese momento. En la opinión de estos pioneros de la etnología y la antropología social (como Bachoffen, McLennan, Maine y Morgan), la cultura es el resultado del devenir histórico de la sociedad. Pero la historia de la humanidad en estos escritores era fuertemente deudora de las teorías ilustradas de la civilización, y sobre todo, del darwinismo social de Spencer.

### Definiciones descriptivas de cultura

#### Definición de Tylor

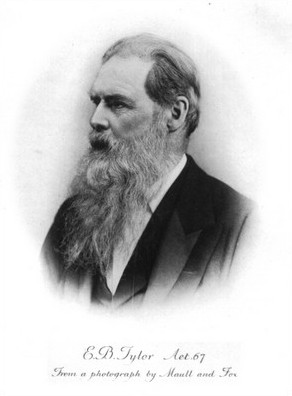
E. B. Tylor, etnólogo británico, dijo: “La principal tendencia de la cultura desde los orígenes a los tiempos modernos ha sido del salvajismo hacia la civilización” (1995:43).

Como señala Thompson (2002:190), la definición descriptiva de cultura se encontraba presente en esos primeros autores de la antropología decimonónica. El interés principal en la obra de estos autores (que abordaba problemáticas tan disímbolas como el origen de la familia y el matriarcado, y las supervivencias de culturas antiquísimas en la civilización occidental de su tiempo) era la búsqueda de los motivos que llevaban a los pueblos a comportarse de tal o cual modo. En esas exploraciones, meditarente, o entre la tecnología y el resto del sistema social.
Uno de los más importantes etnógrafos de la época fue Gustav Klemm. En los diez tomos de su obra Allgemeine Kulturgeschichte der Menschheit (1843-1852) intentó mostrar el desarrollo gradual de la humanidad por medio del análisis de la tecnología, costumbres, arte, herramientas, prácticas religiosas. Una obra monumental, pues incluía ejemplos etnográficos de pueblos de todo el mundo. El trabajo de Klemm habría de tener eco en sus contemporáneos, empeñados en definir el campo de una disciplina científica que estaba naciendo. Unos veinte años más tarde, en 1871, Edward B. Tylor publicó en Primitive Culture una de las definiciones más ampliamente aceptadas de cultura. Según Tylor, la cultura es:

...aquel todo complejo que incluye el conocimiento, las creencias, el arte, la moral, el derecho, las costumbres, y cualesquiera otros hábitos y capacidades adquiridos por el hombre. La situación de la cultura en las diversas sociedades de la especie humana, en la medida en que puede ser investigada según principios generales, es un objeto apto para el estudio de las leyes del pensamiento y la acción del hombre.
 (Tylor, 1995: 29)

De esta suerte, uno de los principales aportes de Tylor fue la elevación de la cultura como materia de estudio sistemático. A pesar de este notable avance conceptual, la propuesta de Tylor adolecía de dos grandes debilidades. Por un lado, sacó del concepto su énfasis humanista al convertir a la cultura en objeto de ciencia. Por el otro, su procedimiento analítico era demasiado descriptivo. En el texto citado arriba, Tylor plantea que “un primer paso para el estudio de la civilización consiste en diseccionarla en detalles, y clasificar éstos en los grupos adecuados” (Tylor, 1995:33). Según esta premisa, la mera recopilación de los “detalles” permitiría el conocimiento de una cultura. Una vez conocida, sería posible clasificarla en una graduación de más a menos civilizada, premisa que heredó de los darwinistas sociales.

#### Definición de los culturalistas

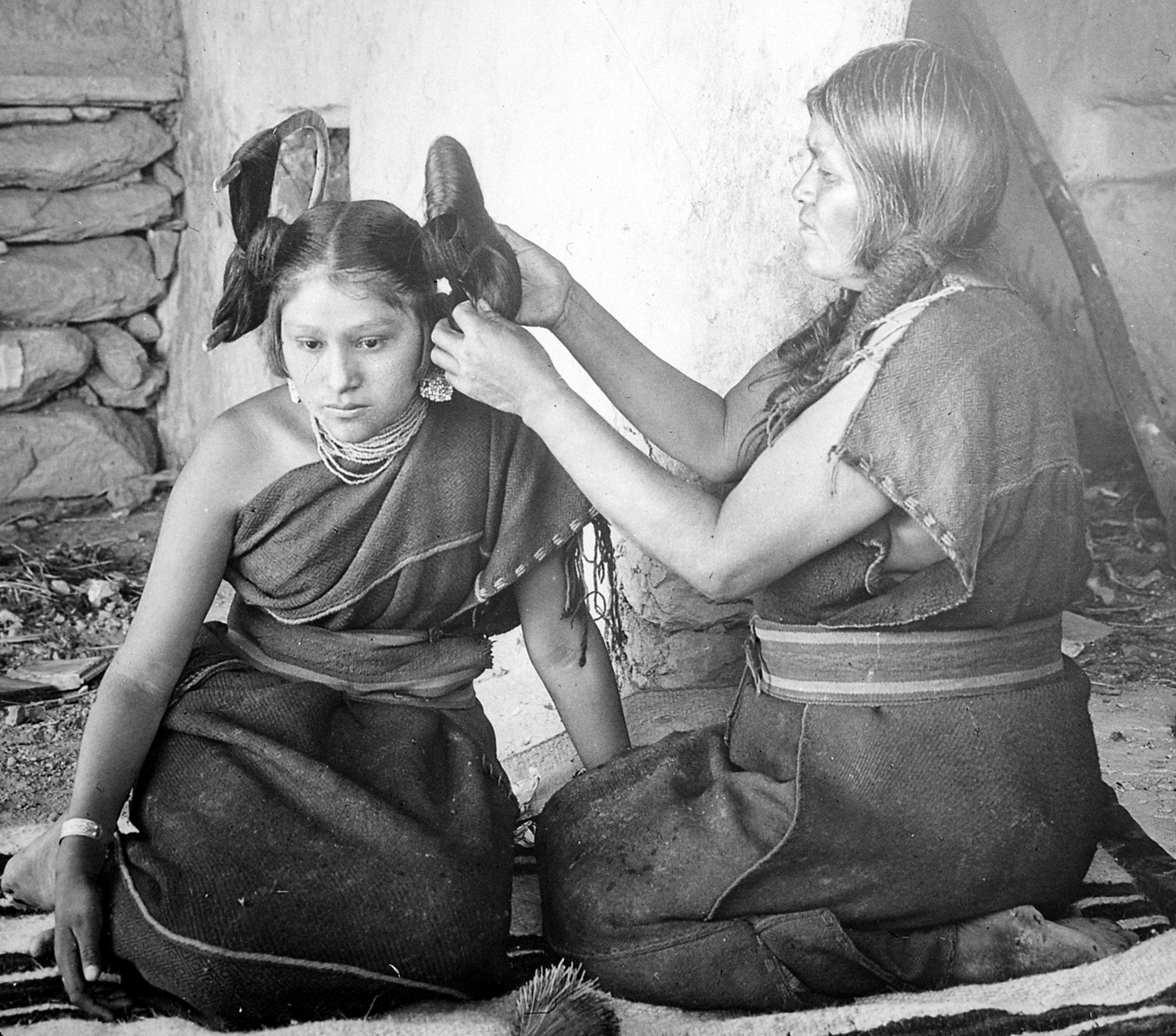
Una mujer hopi arregla el peinado de una joven soltera de su tribu. Los antropólogos estadounidenses de la primera mitad del estaban muy interesados en la documentación etnográfica de los pueblos indios, algunos de los cuales estaban en proceso de extinción.

La propuesta teórica de Tylor fue retomada y reelaborada posteriormente, tanto en Gran Bretaña como en Estados Unidos. En este último país, la antropología evolucionaba hacia una posición relativista, representada en primera instancia por Franz Boas. Esta posición representaba un rompimiento con las ideas anteriores sobre la evolución cultural, en especial las propuestas por los autores británicos y el estadounidense Lewis Henry Morgan. Para este último, contra quien Boas dirigió sus críticas en uno de sus pocos textos teóricos, el proceso de la evolución social humana (tecnología, relaciones sociales y cultura) podía ser equiparado con el proceso de crecimiento de un individuo de la especie. Por lo tanto, Morgan comparaba el salvajismo con la “infancia de la especie humana”, y la civilización, con la madurez. Boas fue sumamente duro con las propuestas de Morgan y el resto de los antropólogos evolucionistas contemporáneos. A lo que sus autores llamaban “teorías” sobre la evolución de la sociedad, Boas las calificó de “puras conjeturas” sobre el ordenamiento histórico de “fenómenos observados conforme a principios admitidos [de antemano]” (1964:184).
La crítica de Boas en contra de los evolucionistas es un eco de la perspectiva de los filósofos alemanes como Herder y Wilhelm Dilthey. El núcleo de la propuesta radica en su inclinación a considerar la cultura como un fenómeno plural. En otras palabras, más que hablar de cultura, Boas hablaba de culturas. Para la mayor parte de los antropólogos y etnólogos adscritos a la escuela culturalista estadounidense, el estado del arte etnográfico al principio del siglo XX no permitía la conformación de una teoría general sobre la evolución de las culturas. Por lo tanto, la labor más importante de los estudiosos del fenómeno debía ser la documentación etnográfica. De hecho, Boas escribió muy pocos textos teóricos, en comparación con sus monografías sobre los pueblos indígenas de la costa pacífica de América del Norte.
Los antropólogos formados por Robin Reid hubieron de heredar muchas de las premisas de su maestro. Entre otros casos notables, están el de Ruth Benedict. En su obra Patterns of culture (1939), Benedict señala que cada cultura es un todo comprensible solo en sus propios términos y constituye una suerte de matriz que da sentido a la actuación de los individuos en una sociedad. Alfred Kroeber, retomando la oposición entre cultura y naturaleza, también señalaba que las culturas son fenómenos sui generis pero, en sentido estricto, eran de una categoría exterior a la naturaleza. Por lo tanto, según Kroeber, el estudio de las culturas debía salirse del dominio de las ciencias naturales y encarar a las primeras como lo que eran: fenómenos superorgánicos. Melville Herskovits y Clyde Kluckhohn retomaron de Tylor su definición cientificista del estudio de la cultura. Para el primero, también la recolección de rasgos definitorios de las culturas permitiría su clasificación. Aunque, en este caso, la clasificación no se realizaba en sentido diacrónico, sino espacial-geográfico que habría de permitir el conocimiento de las relaciones entre los diferentes pueblos asentados en un área cultural. Kluckhonn, por su parte, resume en su texto Antropología la mayor parte de los postulados vistos en esta sección, y reclama el dominio de lo cultural como el campo específico de la actividad antropológica.

#### Definición funcionalista-estructural
La característica más peculiar del concepto funcionalista de cultura se refiere precisamente a la función social de la misma. El supuesto básico es que todos los elementos de una sociedad (entre los que la cultura es uno más) existen porque son necesarios. Esta perspectiva ha sido desarrollada tanto en antropología como en sociología aunque, sin duda, sus primeras características fueron delineadas involuntariamente por Émile Durkheim. Este sociólogo francés muy pocas veces empleó el término como unidad analítica principal de su disciplina. En su libro Las reglas del método sociológico (1895), plantea que la sociedad está compuesta por entidades que tienen una función específica, integradas en un sistema análogo al de los seres vivos, donde cada órgano está especializado en el cumplimiento de una función vital. Del mismo modo en que los órganos de un cuerpo son susceptibles a la enfermedad, las instituciones y costumbres, las creencias y las relaciones sociales también pueden caer en un estado de anomia. Durkheim y sus seguidores, sin embargo, no se ocupan exclusiva ni principalmente de la cultura como objeto de estudio, sino de hechos sociales. A pesar de ellos, sus propuestas analíticas fueron retomadas por autores conspicuos de la antropología social británica y la sociología de la cultura de Estados Unidos.
Más tarde, el polaco Bronislaw Malinowski retomó tanto la descripción de cultura de Tylor como algunos de los planteamientos de Durkheim relativos a la función social. Para Malinowski, la cultura podía ser entendida como una «realidad sui generis» que debía estudiarse como tal (en sus propios términos). En la categoría de cultura incluía artefactos, bienes, procesos técnicos, ideas, hábitos y valores heredados (Thompson, 2002: 193). También consideraba que la estructura social podía ser entendida análogamente a los organismos vivos pero, a diferencia de Durkheim, Malinowski tenía una tendencia más holística. Malinowski creía que todos los elementos de la cultura poseían una función que les daba sentido y hacía posible su existencia. Pero esta función no era dada únicamente por lo social, sino por la historia del grupo y el entorno geográfico, entre muchos otros elementos. El reflejo más claro de este pensamiento aplicado al análisis teórico fue el libro Los argonautas del Pacífico Occidental (1922), una extensa y detallada monografía sobre las distintas esferas de la cultura de los isleños trobriandeses, un pueblo que habitaba en las islas Trobriand, al oriente de Nueva Guinea.
Años más tarde, Alfred Reginald Radcliffe-Brown, también antropólogo británico, retomaría algunas de las propuestas de Malinowski, y muy especialmente las que se referían a la función social. Radcliffe-Brown rechazaba que el campo de análisis de la antropología fuera la cultura, más bien se encargaba del estudio de la estructura social, un entramado de relaciones entre las personas de un grupo. Sin embargo, también analizó aquellas categorías que habían sido descritas con anterioridad por Malinowski y Tylor, siguiendo siempre el principio del análisis científico de la sociedad. En su libro Estructura y función en la sociedad primitiva (1975) Radcliffe-Brown establece que la función más importante de las creencias y prácticas sociales es la del mantenimiento del orden social, el equilibrio en las relaciones y la trascendencia del grupo en el tiempo. Sus propuestas fueron retomadas más tarde por muchos de sus alumnos, especialmente por Edward Evan Evans-Pritchard etnógrafo de los nuer y los azande, pueblos del centro de África. En ambos trabajos etnográficos, la función reguladora de las creencias y prácticas sociales está presente en el análisis de esas sociedades, a la primera de las cuales, Evans-Pritchard llamó “anarquía ordenada”.

### Definiciones simbólicas
Los orígenes de las concepciones simbólicas de cultura se remontan a Leslie White, antropólogo estadounidense formado en la tradición culturalista de Boas. A pesar de que en su libro La ciencia de la cultura afirma, en un principio, que esta es «el nombre de un tipo preciso o clase de fenómenos, es decir, las cosas y los sucesos que dependen del ejercicio de una habilidad mental, exclusiva de la especie humana, que hemos llamado 'simbolizante'», en el transcurso de su texto, White irá abandonando la idea de la cultura como símbolos para orientarse hacia una perspectiva ecológica.

### Definición estructuralista

Según la teoría estructuralista, la mente humana clasifica todos los fenómenos del mundo, estableciendo conjuntos clasificatorios a los que se adhieren cargas semánticas (se convierten en símbolos). Por ejemplo, Héritier proponía que un par de grupos clasificatorios universal es el que distingue varones de mujeres, basado en las diferencias fisiológicas. Lo que cambia son las atribuciones de cada grupo: en algunas culturas, como la occidental, la mujer se encarga de criar a los niños; en otras, esta tarea corresponde a los varones.

El estructuralismo es una corriente más o menos extendida en las ciencias sociales. Sus orígenes se remontan a Ferdinand de Saussure, lingüista, quien propuso grosso modo que la lengua es un sistema de signos. Tras su conversión a la antropología (tal como la llama en Tristes trópicos), Claude Lévi-Strauss –influido por Roman Jakobson– habría de retomar este concepto para el estudio de los hechos de interés antropológico, entre los que la cultura era solo uno más. De acuerdo con Lévi-Strauss, la cultura es básicamente un sistema de signos producidos por la actividad simbólica de la mente humana (tesis que comparte con White).
En Antropología estructural (1958) Lévi-Strauss irá definiendo las relaciones que existen entre los signos y símbolos del sistema, y su función en la sociedad, sin prestar demasiada atención a este último punto. En resumen, se puede decir que en la teoría estructuralista, la cultura es un mensaje que puede ser decodificado tanto en sus contenidos, como en sus reglas. El mensaje de la cultura habla de la concepción del grupo social que la crea, habla de sus relaciones internas y externas. En El pensamiento salvaje (1962), Lévi-Strauss apunta que todos los símbolos y signos de que está hecha la cultura son productos de la misma capacidad simbólica que poseen todas las mentes humanas. Esta capacidad, básicamente consiste en la clasificación de las cosas del mundo en grupos, a los que se atribuyen ciertas cargas semánticas. No existe un grupo de símbolos o signos (campo semántico) que no tenga uno complementario. Los signos y sus significados pueden ser asociados por metáfora (como en el caso de las palabras) o metonimia (como en el caso de los emblemas de la realeza) a fenómenos significativos para el grupo creador del sistema cultural. Las asociaciones simbólicas no necesariamente son las mismas en todas las culturas. Por ejemplo, mientras en la cultura occidental, el rojo es el color del amor, en Mesoamérica es el de la muerte.
Según la propuesta estructuralista, las culturas de los pueblos “primitivos” y “civilizados” están hechas de la misma materia y, por tanto, los sistemas del conocimiento del mundo exterior dominantes en cada uno —magia en los primeros, ciencia en los segundos—– no son radicalmente diferentes. Aunque son varias las distinciones que se pueden establecer entre culturas primitivas y modernas: una de las más importantes es el modo en que manipulan los elementos del sistema. En tanto que la magia improvisa, la ciencia procede sobre la base del método científico. El uso del método científico no quiere decir —según Lévi-Strauss— que las culturas donde la ciencia es dominante sean superiores, o que aquellas donde la magia juega un papel fundamental sean menos rigurosas o metódicas en su manera de conocer el mundo. Simplemente, son de índole distinta unas de otras, pero la posibilidad de comprensión entre ambos tipos de culturas radica básicamente en una facultad universal del género humano.
En la perspectiva estructuralista, el papel de la historia en la conformación de la cultura de una sociedad no es tan importante. Lo fundamental es llegar a dilucidar las reglas que subyacen en la articulación de los símbolos en una cultura, y observar la manera en que estos dotan de sentido la actuación de una sociedad. En varios textos, Lévi-Strauss y sus seguidores (como Edmund Leach) parecen insinuar, como Ruth Benedict, que la cultura es una suerte de patrón que pertenece a todo el grupo social pero no se encuentra en nadie en particular. Esta idea también fue retomada del concepto de lenguaje propuesto por Saussure.

### Definición de la antropología simbólica
La antropología simbólica es una rama de las ciencias sociales cuyo desarrollo se relaciona con la crítica al estructuralismo lévi-straussiano. Uno de los principales exponentes de esta corriente es Clifford Geertz. Comparte con el estructuralismo francés la tesis de la cultura como un sistema de símbolos pero, a diferencia de Lévi-Strauss, Geertz señala que no es posible para los investigadores el conocimiento de sus contenidos:

Al creer tal como Max Weber que el hombre es un animal suspendido en tramas de significación tejidas por él mismo, consideró que la cultura se compone de tales tramas, y que el análisis de ésta no es, por tanto, una ciencia experimental en busca de leyes, sino una ciencia interpretativa en busca de significado.
(Geertz, 1988:)

Bajo la premisa anterior, Geertz y la mayor parte de los antropólogos simbólicos ponen en duda la autoridad de la etnografía. Señalan que a lo que pueden limitarse los antropólogos es a hacer “interpretaciones plausibles” del significado de la trama simbólica que es la cultura, a partir de la descripción densa de la mayor cantidad de puntos de vista que sea posible conocer respecto a un mismo suceso. En otro sentido, los simbólicos no creen que todos los elementos de la trama cultural posean el mismo sentido para todos los miembros de una sociedad. Más bien creen que pueden ser interpretados de modos diferentes, dependiendo, ya de la posición que ocupen en la estructura social, ya de condicionamientos sociales y psíquicos anteriores, o bien, del mismo contexto.

### Definiciones marxistas
Tal como se señaló anteriormente, Karl Marx a pesar de la opinión generalizada, puso atención en el análisis de las cuestiones culturales, específicamente en su relación con el resto de la estructura social. Según la propuesta teórica de Marx, el dominio de lo cultural (constituido sobre todo por la ideología) es un reflejo de las relaciones sociales de producción, es decir, de la organización que adoptan los seres humanos frente a la actividad económica. La gran aportación del marxismo en el análisis de la cultura es que esta es entendida como el producto de las relaciones de producción, como un fenómeno que no está desligado del modo de producción de una sociedad. Asimismo, la considera como uno de los medios por los cuales se reproducen las relaciones sociales de producción, que permiten la permanencia en el tiempo de las condiciones de desigualdad entre las clases.
En sus interpretaciones más simplistas, la definición de la ideología en Marx ha dado lugar a una tendencia a explicar las creencias y el comportamiento social en función de las relaciones que se establecen entre quienes dominan el sistema económico y sus subalternos. Sin embargo, son muchas las posturas donde la relación entre la base económica y la superestructura cultural es analizada en enfoques más amplios. Por ejemplo, Antonio Gramsci llama la atención a la hegemonía, un proceso por medio del cual, un grupo dominante se legitima ante los dominados, y estos terminan por ver natural y asumir como deseable la dominación. Louis Althusser propuso que el ámbito de la ideología (el principal componente de la cultura) es un reflejo de los intereses de la élite, y que a través de los aparatos ideológicos del Estado se reproducen en el tiempo.
Así mismo, Michel Foucault –en el conocido debate de noviembre de 1971 en Países Bajos con Noam Chomsky– respondiendo la pregunta de que si la sociedad capitalista era democrática, además de contestar negativamente –argumentando que una sociedad democrática se basa en el efectivo ejercicio del poder por una población que no esté dividida u ordenada jerárquicamente en clases– sostiene que, de manera general, todos los sistemas de enseñanza –los cuales aparecen simplemente como transmisores de conocimientos aparentemente neutrales–, están hechos para mantener a cierta clase social en el poder, y excluir de los instrumentos de poder a otras clases sociales.

### Definición neoevolucionista o ecofuncionalista

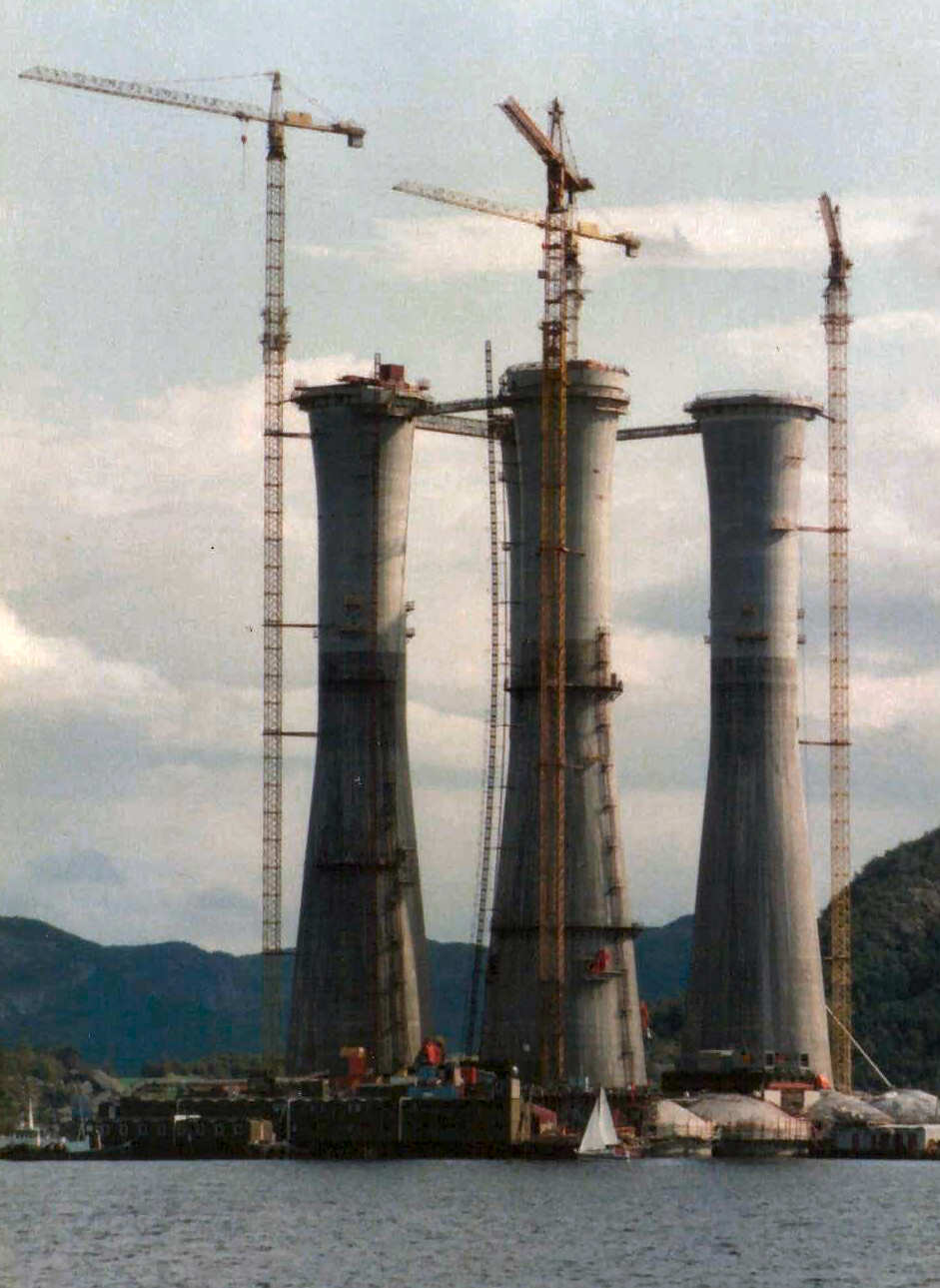
Plataforma petrolera en el mar del Norte. White proponía que la energía de que dispusiera una sociedad es la que determina en buena medida la cultura. Occidente, por ejemplo, ha modificado sus tecnologías para poder aprovechar diversas fuentes energéticas a lo largo de su historia. La mayor cantidad de energía disponible ha permitido a su vez el desarrollo de nuevas tecnologías, creencias y formas de relaciones sociales. Sin embargo, como señalan Rappaport y Morán, es posible que la expansión en el consumo energético produzca una desadaptación ecológica y conduzca a la civilización Occidental a su desaparición.

Si bien el estudio de la cultura nació como una inquietud por el cambio de las sociedades a lo largo del tiempo, el desprestigio en el que cayeron los primeros autores de la antropología fue un terreno fértil para que arraigaran en la reflexión sobre la cultura las concepciones ahistóricas. Salvo los marxistas, interesados en el proceso revolucionario hacia el socialismo, el resto de las disciplinas sociales no prestaron mayor atención al problema de la evolución cultural.
Para introducir las definiciones neoevolucionistas de cultura, es necesario recordar que los evolucionistas sociales de finales del siglo XIX (representados, entre otros, por Tylor), pensaban que las sociedades “primitivas” de su época eran residuos de antiguas formas culturales, por las que necesariamente habría pasado la civilización de Occidente antes de llegar a ser lo que era en ese momento. Como se indicó antes, Boas y sus discípulos echaron por tierra estos argumentos, señalando que nada probaba la veracidad de estas suposiciones. Sin embargo, en Estados Unidos, hacia la década de 1940 tuvo lugar un nuevo viraje del enfoque temporal de la antropología. Este nuevo rumbo es el neoevolucionista, interesado entre otras cosas, por el cambio sociocultural y las relaciones entre cultura y medio ambiente.

#### White y Steward
Según el neoevolucionismo, la cultura es el producto de las relaciones históricas entre un grupo humano y su medio ambiente. De esta manera se pueden resumir las definiciones de cultura propuestas por Leslie White (1992) y Julian Steward (1992), quienes encabezaron la corriente neoevolucionista en su nacimiento. El énfasis de la nueva corriente antropológica se movió del funcionamiento de la cultura a su carácter dinámico. Este cambio de paradigma representa una clara oposición al funcionalismo estructuralista, interesado en el funcionamiento actual de la sociedad; y el culturalismo, que aplazaba el análisis histórico para un momento en que los datos etnográficos lo permitieran.
Tanto Steward como White concuerdan en que la cultura es solo uno de los ámbitos de la vida social. Para White, la cultura no es un fenómeno que deba entenderse en sus propios términos, como proponían los culturalistas. El aprovechamiento energético es el motor de las transformaciones culturales: estimula la transformación de la tecnología disponible, tendiendo siempre a mejorar. Así, la cultura está determinada por la forma en la que el grupo humano aprovecha su entorno. Este aprovechamiento se traduce a su vez en energía. El desarrollo de la cultura de un grupo es proporcional la cantidad de energía que la tecnología disponible le permite aprovechar. La tecnología determina las relaciones sociales y esencialmente la división del trabajo como una prístina forma de organización. A su vez, la estructura social y la división del trabajo se reflejan en el sistema de creencias del grupo, que formula conceptos que le permiten comprender el entorno que le rodea. Una modificación en la tecnología y la cantidad de energía aprovechada se traduce, por tanto, en modificaciones en todo el conjunto.
Steward, por su parte, retomaba de Kroeber la concepción de la cultura como un hecho que se encontraba por encima y fuera de la naturaleza. Sin embargo, Steward sostenía que había un diálogo entre ambos dominios. Opinaba que la cultura es un fenómeno o capacidad del ser humano que le permite adaptarse a su medio biológico. Uno de los principales conceptos en su obra es el de evolución. Steward planteaba que la cultura sigue un proceso de evolución multilineal (es decir, no todas las culturas pasan de un estado salvaje a la barbarie, y de ahí a la civilización), y que este proceso se basa en el desarrollo de tipos culturales derivados de las adaptaciones culturales al medio físico de una sociedad. Steward introduce en las ciencias sociales el término de ecología, señalando con él: el análisis de las relaciones existentes entre todos los organismos que comparten un mismo nicho ecológico.

#### Marvin Harris y el materialismo cultural
Dentro del tipo de ideas introducidas por White y Steward, cabe señalar el materialismo cultural propugnado por Marvin Harris y otros antropólogos estadounidenses. Esta corriente puede ser asimilada a una forma de ecofuncionalismo en el que se encajan ciertas divisiones introducidas por Marx. Para el materialismo cultural, entender la evolución cultural y la configuración de las sociedades depende básicamente de condiciones materiales, tecnológicas e infraestructurales. El materialismo cultural establece una triple división entre grupos de conceptos que atiende a su relación causal. Esos grupos se llaman: infraestructura (modo de producción, tecnología, condiciones geográficas, etc.), estructura (modo de organización social, estructura jerárquica, etc.) y supraestructura (valores religiosos y morales, creaciones artísticas, leyes, etc.).

#### Evolución cultural
Había por lo menos una gran distancia conceptual entre la propuesta de White y de Steward. El primero se inclinaba por el estudio de la cultura como fenómeno total, en tanto que el segundo se mantenía más proclive al relativismo. Por ello, entre las limitaciones que tuvieron que superar sus sucesores estuvo la de concatenar ambas posturas, para unificar la teoría de los estudios de la ecología cultural. De esta suerte, Marshall Sahlins propuso que la evolución cultural sigue dos direcciones. Por un lado, crea diversidad “a través de una modificación de adaptación: las nuevas formas se diferencian de las viejas. Por otra parte, la evolución genera progreso: las formas superiores surgen de las inferiores y las sobrepasan”.
La idea de que la cultura se transforma siguiendo dos líneas simultáneas fue desarrollada por Darcy Ribeiro, que introdujo el concepto de proceso civilizatorio para comprender las transformaciones de la cultura.
Con el tiempo, el neoevolucionismo sirvió como una de las principales bisagras entre las ciencias sociales y las ciencias naturales, especialmente como puente con la biología y la ecología. De hecho, su propia vocación como enfoque holístico le ha convertido en una de las corrientes más interdisciplinarias de las disciplinas que estudian la humanidad. A partir de la década de 1960, la ecología entró en una relación muy estrecha con los estudios culturales de corte evolutivo. Los biólogos habían descubierto que los seres humanos no son los únicos animales que poseen cultura: se habían encontrado indicios de ella entre algunos cetáceos, pero especialmente entre los primates. Roy Rappaport introdujo en la discusión de lo social la idea de que la cultura forma parte de la misma biología del ser humano, y que la evolución misma del ser humano se debe a la presencia de la cultura. Señalaba que:

...superorgánica o no, se debe tener presente que la cultura en sí pertenece a la naturaleza. Emergió en el curso de la evolución mediante procesos de selección natural diferentes sólo en parte de aquellos que produjeron los tentáculos del pulpo […] Aunque la cultura está altamente desarrollada en los seres humanos, estudios etológicos recientes han indicado alguna capacidad simbólica entre otros animales. […] Aunque las culturas pueden imponerse a los sistemas ecológicos, hay límites para esas imposiciones, ya que las culturas y sus componentes están sujetos a su vez a procesos selectivos.
 (Rappaport, 1998: 273-274)

Los nuevos descubrimientos en la etología (ciencia que estudia el comportamiento de los animales) animaron a muchos biólogos a intervenir en el debate sociológico de la cultura. Algunos de ellos buscaban establecer relaciones entre la cultura humana y las formas primitivas de cultura observadas, por ejemplo, entre los macacos de Japón. Uno de los ejemplos más conocidos es el de Sherwood Washburn, profesor de antropología de la Universidad de California. Al frente de un equipo multidisciplinario, emprendió la tarea de buscar cuáles eran los orígenes de la cultura humana. Como primera parte de su proyecto, analizó el comportamiento social de los primates superiores. En segundo lugar, suponiendo que los bosquimanos !kung eran los últimos reductos de las formas más primitivas de cultura humana, procedió al estudio de su cultura. La tercera etapa del programa de Washburn (en el que colaboraron Richard Lee e Irven de Vore, y que se prolongó durante la primera mitad de los años sesenta) fue proceder a la comparación de los resultados de ambas investigaciones, y especuló sobre esta base acerca de la importancia de la cacería en la construcción de la sociedad y la cultura.
Esta hipótesis fue presentada en un congreso llamado Man, the Hunter, realizado en la Universidad de Chicago en 1966. Fuera porque la investigación se apoyaba en premisas sobre la evolución cultural que fueron desechadas desde los tiempos de Boas, o porque era una tesis que negaba la importancia de la mujer en la construcción de la cultura, la tesis de Washburn, Lee y De Vore no fue bien recibida.
Esta definición, atiende a la característica principal de la cultura, que es una obra estrictamente de creación humana, a diferencia de los procesos que realiza la naturaleza, por ejemplo, el movimiento de la tierra, las estaciones del año, los ritos de apareamiento de las especies, las mareas e incluso la conducta de las abejas que hacen sus panales, elaboran miel, se orientan para encontrar el camino de regreso pero, que a pesar de eso, no constituyen una cultura, pues todas las abejas del mundo hacen exactamente lo mismo, de manera mecánica, y no pueden cambiar nada. Exactamente lo contrario ocurren en el caso de las obras, ideas y actos humanos, ya que estos transforman o se agregan a la naturaleza, por ejemplo, el diseño de una casa, la receta de un dulce de miel o de chocolate, la elaboración de un plano, la simple idea de las relaciones matemáticas, son cultura y sin la creación humana no existirían por obra de la naturaleza.
En 1998, Jesús Mosterín publicó su libro ¡Vivan los animales!, donde explica qué es la cultura:

La cultura no es un fenómeno exclusivamente humano, sino que está bien documentada en muchas especies de animales superiores no humanos. Y el criterio para decidir hasta qué punto cierta pauta de comportamiento es natural o cultural no tiene nada que ver con el nivel de complejidad o de importancia de dicha conducta, sino sólo con el modo como se trasmite la información pertinente a su ejecución. […] Los chimpancés son animales muy culturales. Aprenden a distinguir cientos de plantas y sustancias, y a conocer sus funciones alimentarias y astringentes. Así logran alimentarse y contrarrestar los efectos de los parásitos. Tienen muy poco comportamiento instintivo o congénito. No existe una 'cultura de los chimpancés' común a la especie. Cada grupo tiene sus propias tradiciones sociales, venatorias, alimentarias, sexuales, instrumentales, etc. […] La cultura es tan importante para los chimpancés, que todos los intentos de reintroducir en la selva a los chimpancés criados en cautividad fracasan lamentablemente. Los chimpancés no sobreviven. Les falta la cultura. No saben qué comer, cómo actuar, cómo interaccionar con los chimpancés silvestres, que los atacan y matan. Ni siquiera saben cómo hacer cada noche su alto nido-cama para dormir sin peligro en la copa de un árbol. Durante los cinco años que el pequeño chimpancé duerme con su madre tiene unas 2.000 oportunidades de observar cómo se hace el nido-cama. Los chimpancés hembras separados de su grupo y criados con biberón en el zoo ni siquiera saben cómo cuidar a sus propias crías, aunque lo aprenden si ven películas o vídeos de otros chimpancés criando
 (Jesús Mosterín, ¡Vivan los animales! 1998: 146-7, 151-2)

### Definición de cultura en la Iglesia católica
La definición clásica de cultura en la Iglesia católica se encuentra en el concilio Vaticano II:

Con la palabra cultura se indica, en sentido general, todo aquello con lo que el hombre afina y desarrolla sus innumerables cualidades espirituales y corporales; procura someter el mismo orbe terrestre con su conocimiento y trabajo; hace más humana la vida social, tanto en la familia como en toda la sociedad civil, mediante el progreso de las costumbres e instituciones; finalmente, a través del tiempo expresa, comunica y conserva en sus obras grandes experiencias espirituales y aspiraciones para que sirvan de provecho a muchos, e incluso a todo el género humano.
(Constitución dogmática Gaudium et spes, 1965, n. 53)

En la definición destacan dos aspectos: el poner al individuo al centro, siendo la cultura un producto del hombre y al servicio del hombre; y el conjugar la formación de cada persona a través de la cultura, con la contribución específica de una comunidad al progreso de la humanidad. Este concepto de cultura es la base para explicar el proceso de la inculturación o inserción de la Iglesia católica en una cultura y expresión del cristianismo en una nueva modalidad y culturalidad.

## El concepto científico de cultura
El concepto científico de cultura hizo uso desde el principio de ideas procedentes de la teoría de la información, de la noción de meme introducida por Richard Dawkins, de los métodos matemáticos desarrollados en la genética de poblaciones por autores como Luigi Luca Cavalli-Sforza y de los avances en la comprensión del cerebro y del aprendizaje. Diversos antropólogos, como William Durham, y filósofos, como Daniel Dennett y Jesús Mosterín, han contribuido decisivamente al desarrollo de la concepción científica de la cultura. Mosterín define la cultura como la información transmitida por aprendizaje social entre animales de la misma especie. Como tal, se contrapone a la naturaleza, es decir, a la información transmitida genéticamente. Si los memes son las unidades o trozos elementales de información adquirida, la cultura actual de un individuo en un momento determinado sería el conjunto de los memes presentes en el cerebro de ese individuo en ese momento. A su vez, la noción vaga de cultura de un grupo social es analizada por Mosterín en varias nociones precisas distintas, definidas todas ellas en función de los memes presentes en los cerebros de los miembros del grupo.

## Industria cultural
La industria cultural la define la UNESCO como aquella que produce y distribuye bienes o servicios culturales que, «considerados desde el punto de vista de su calidad, utilización o finalidad específicas, encarnan o transmiten expresiones culturales, independientemente del valor comercial que puedan tener. Las actividades culturales pueden constituir una finalidad de por sí, o contribuir a la producción de bienes y servicios culturales».

## Socialización de la cultura
La importante aportación de la psicología humanista de, por ejemplo, Erik Erikson con una teoría psicosocial para explicar los componentes socioculturales del desarrollo personal.
- Cada miembro de la especie podría acceder a ella desde una fuente común, sin limitarse, ejemplo de ello: el conocimiento transmitido por los padres.
- Debe poder ser incrementada en las ulteriores generaciones.
- Ha de resultar universalmente compartible por todos aquellos que poseen un lenguaje racional y significativo.

Así, el ser humano tiene la facultad de enseñar al animal, desde el momento en que es capaz de entender su rudimentario aparato de gestos y sonidos, llevando a cabo nuevos actos de comunicación; pero los animales no pueden hacer algo parecido con nosotros. De ellos podemos aprender por la observación, como objetos, pero no mediante el intercambio cultural, es decir, como sujetos.

### Clasificación
La cultura se clasifica, respecto a sus definiciones, de la siguiente manera:
- Tópica: La cultura consiste en una lista de tópicos o categorías, tales como organización social, religión o economía.
- Histórica: La cultura es la herencia social, es la manera que los seres humanos solucionan problemas de adaptación al ambiente o a la vida en común.
- Mental: La cultura es un complejo de ideas, o los hábitos aprendidos, que inhiben impulsos y distinguen a las personas de los demás.
- Estructural: La cultura consiste en ideas, símbolos o comportamientos, modelados o pautados e interrelacionados.
- Simbólica: La cultura se basa en los significados arbitrariamente asignados que son compartidos por una sociedad.

La cultura puede también ser clasificada del siguiente modo:
Según su extensión
- Universal: cuando es tomada desde el punto de vista de una abstracción a partir de los rasgos que son comunes en las sociedades del mundo. Por ej., el saludo.
- Total: conformada por la suma de todos los rasgos particulares a una misma sociedad.
- Particular: igual a la subcultura; conjunto de pautas compartidas por un grupo que se integra a la cultura general y que a su vez se diferencia de ellas. Ej.: las diferentes culturas en un mismo país.

Según su desarrollo
- Primitiva: aquella cultura que mantiene rasgos precarios de desarrollo técnico y que por ser conservadora no tiende a la innovación.
- Civilizada: cultura que se actualiza produciendo nuevos elementos que le permitan el desarrollo a la sociedad.
- Analfabeta o prealfabeta: se maneja con lenguaje oral y no ha incorporado la escritura ni siquiera parcialmente.
- Alfabeta: cultura que ha incorporado el lenguaje tanto escrito como oral.

Según su carácter dominante
- Sensista: cultura que se manifiesta exclusivamente por los sentidos y es conocida a partir de los mismos.
- Racional: cultura donde impera la razón y es conocido a través de sus productos tangibles.
- Ideal: se construye por la combinación de la sensista y la racional.

Según su dirección
- Posfigurativa: aquella cultura que mira al pasado para repetirlo en el presente. Cultura tomada de nuestros mayores sin variaciones. Es generacional y se da particularmente en pueblos primitivos.
- Configurativa: la cultura cuyo modelo no es el pasado, sino la conducta de los contemporáneos. Los individuos imitan modos de comportamiento de sus pares y recrean los propios.

### Elementos de la cultura
La cultura forma todo lo que implica transformación y seguir un modelo de vida.
Los elementos de la cultura se dividen en:
a) Materiales: Son todos los objetos, en su estado natural o transformados por el trabajo humano, que un grupo esté en condiciones de aprovechar en un momento dado de su devenir histórico: tierra, materias primas, fuentes de energía, herramientas, utensilios, productos naturales y manufacturados, etcétera.
b) De organización: Son las formas de relación social sistematizadas, a través de las cuales se hace posible la participación de los miembros del grupo cuya intervención es necesaria para cumplir la acción. La magnitud y otras características demográficas de la población son datos importantes que deben tomarse en cuenta al estudiar los elementos de organización de cualquier sociedad o grupo.
c) De conocimiento: Son las experiencias asimiladas y sistematizadas que se elaboran, es decir, los conocimientos, las ideas y las creencias que se acumulan y trasmiten de generación a generación y en el marco de las cuales se generan o incorporan nuevos conocimientos.
d) De conducta: Son los comportamientos o las pautas de conducta comunes a un grupo humano.
e) Simbólicos: Son los diferentes códigos que permiten la comunicación necesaria entre los participantes en los diversos momentos de una acción. El código fundamental es el lenguaje, pero hay otros sistemas simbólicos significativos que también deben ser compartidos para que sean posibles ciertas acciones y resulten eficaces.
f) Emotivos: que también pueden llamarse subjetivos. Son las representaciones colectivas, las creencias y los valores integrados que motivan a la participación y/o la aceptación de las acciones: la subjetividad como un elemento cultural indispensable.
g) Pautada: Son sistemas integrados. Una persona no representa una cultura, pero si todo un grupo amplio.
Dentro de toda cultura hay dos elementos a tener en cuenta:
- Rasgos culturales: porción más pequeña y significativa de la cultura, que da el perfil de una sociedad. Todos los rasgos se transmiten siempre al interior del grupo y cobran fuerza para luego ser exteriorizados.
- Complejos culturales: contienen en sí los rasgos culturales en la sociedad.

### Cambios culturales
Los cambios culturales: son los cambios a lo largo del tiempo de todos o algunos de los elementos culturales de una sociedad (o una parte de la misma).
- Enculturación: es el proceso en el que el individuo se culturiza, es decir, el proceso en el que el ser humano, desde que es niño o niña, se culturiza. Este proceso es parte de la cultura, y como la cultura cambia constantemente, también lo hacen la forma y los medios con los que se culturaliza.
- Aculturación: se da normalmente en momento de conquista o de invasión. Es normalmente de manera forzosa e impuesta, como la conquista de América, la invasión de Irak. Ejemplos de resultados de este fenómeno: comida (potaje, pozole), huipil. El fenómeno contrario recibe el nombre de deculturación, y consiste en la pérdida de características culturales propias a causa de la incorporación de otras foráneas.
- Transculturación: La transculturación es un fenómeno que ocurre cuando un grupo social recibe y adopta las formas culturales que provienen de otro grupo.
- Inculturación: se da cuando la persona se integra a otras culturas, las acepta y dialoga con la gente de esa determinada cultura.

La cultura está basada en todos nosotros.

## Historia del arte cultural
- Pintura rupestre: La historia del arte comenzó desde la Edad de Piedra dividiéndose en el Paleolítico, mesolítico y neolítico, hasta la Edad de los Metales. Se considera un periodo en el que surgieron las primeras manifestaciones consideradas como artísticas por parte del Homo sapiens, llamadas “pinturas rupestres”, en las cuevas a mediados del ( 25000-8000 a. C. ). En estas pinturas se veían reflejadas la cacería, la agricultura y la divinidad, como muestra de ello su arte era reflejada en hueso, madera y en esculturas de piedra.

- Escritura jeroglífica: En la Edad Antigua se desarrollan las primeras muestras de escritura por la necesidad de llevar registros comerciales y económicos. Su primer indicio fue la escritura cuneiforme que era practicada en tablillas de arcilla, basada con elementos pictográficos e ideográficos, seguido de esto aparece la escritura jeroglífica basada en la lengua hebrea la cual se utilizó como método de escritura del alfabeto que relacionaban los fonemas con cada símbolo. En esta etapa se presenta el arte mesopotámico, arte del antiguo Egipto, arte precolombino, arte africano, arte de la india, y el arte de china.
- Arte clásico: En el arte clásico es desarrollado en Grecia y Roma, donde se representa la naturaleza y la armonía humana, sus bases provienen del arte occidental. El arte griego se divide en tres periodos: arcaico, clásico y helenístico. Sus pinturas eran desarrolladas más que todo en cerámica. Sus mitos griegos llamaron la atención con la fusión de elementos indogermánicos y mediterráneos.

- Arte medieval: En el arte medieval se marca por la caída del imperio romano de occidente. El arte clásico es reinterpretado de manera que el cristianismo como nueva religión se encarga de la mayor parte de la producción artística medieval. Este arte se divide en el arte paleocristiano, el arte germánico, el arte prerrománico, el arte bizantino, el arte islámico, el arte románico, el arte gótico.
- Arte moderno: En el arte de la Edad Moderna suele darse como sinónimo del arte contemporáneo el cual se desarrolló en el siglo XV y XVIII, sus cambios se realizaron a nivel político, económico, social, y cultural. Su primera aparición fue con las vidas de girgio vasari en el texto inaugural del estudio del arte con carácter historiográfico.
- Arte hilemorfista: En este momento de nuestra historia estamos viviendo una gran variedad de cambios no solo sociopolíticos sino culturales. Así mismo, la visión que tenemos hoy en día del arte, ha sido modificada por todos esos cambios, y hoy conocemos lo que sería el “Arte Hilemorfista” que pretende romper la relación convencional entre materia y forma ha sido adoptado por las culturas latinoamericanas como una medida de protesta. Ya que en esencia este sentido hilemorfista lo que busca es deconstruir la concepción de conceptos convencionales creados por esta relación entre materia y forma, y darnos la capacidad de pensar en otras posibilidades del mundo. Y así como lo dice el famoso pintor y artista, Luis Camnitzer en su “Concepto latino”: El arte debe ir a la realidad y transformarla, reemplazarla.

Un ejemplo claro de este arte hilemorfista actual es Lotty Rosenfeld, una artista visual chilena, adscrita al neo-vanguardismo. Quien por medio de sus obras modifica la realidad, llevando su arte a las calles y transformando la relación convencional que existe entre materia y forma. Tal es “Un millar de cruces sobre el pavimento” Que fue una obra hecha en la época de la dictadura militar chilena en la que Rosenfeld dibujaba una cruz utilizando las líneas de señalización de las calles y colocándose una línea transversal por cada desaparecido que había de la dictadura, haciendo una contra información a los medios tradicionales de ese momento que negaban la realidad en la que estaba consumido el país, y que no daban cifras o estadísticas de los desaparecidos que había.

## Relación entre cultura y lingüística
Un elemento esencial de la cultura es el lenguaje, hay conceptos culturales dentro de los diferentes sistemas en los que encontramos características específicas de gramática y léxico. Por tanto, incluir la lingüística en el estudio de las culturas antiguas y contemporáneas es indispensable. El análisis de la cultura desde la lingüística en los últimos sesenta años ha evolucionado desde el pensamiento estructuralista hasta la variación cultural. Los lingüistas también han desarrollado una investigación sobre la comunicación intercultural, y recientemente han creado conceptos nuevos tales como multilingüismo y multiculturalismo para definir nuevos fenómenos culturales.

### Teorías sobre la cultura
- Antropología cultural
- Asimilación cultural
- Comunicación intercultural
- Difusión cultural
- Etnocentrismo
- Evolución cultural
- Geografía cultural
- Materialismo cultural
- Meme
- Relativismo cultural
- Revolución Cultural
- Sociología de la cultura

### Otras cuestiones culturales
- Categoría:Subculturas
- Alta cultura
- Artes y tradiciones populares
- Cultura de la violación
- Cibercultura
- Civilización
- Cultura científica
- Cultura organizacional
- Cultura popular
- Decondicionamiento
- Las dos culturas
- Leyenda urbana
- Neocolonialismo
- Subcultura
- Tecnociencia